# 钱塘快速路
钱塘快速路，规划中称为“天目山路-环城北路-艮山东路”快速路，其中艮山路段工程名为艮山快速路，是位于杭州市的一条东西向道路，为杭州市“四纵五横”快速路网系统的组成部分。道路全长48千米，西起天目山西路，东至头蓬快速路，为横贯杭州主城区的东西向快速通道。

## 沿线概况

### 天目山路提升改造工程
荆长大道-古墩路段始于天目山西路，终于古墩路，全线与天目山路共线，由4段隧道与部分地面路段组成，全长约9.1公里，规模为双向4车道。其中绕城西线至古翠路段隧道与杭州地铁3号线共建，留下隧道、荆山隧道段于2022年4月15日通车，花坞隧道、古荡隧道段于2022年5月1日通车。

### 环城北路-天目山路提升改造工程
古翠路-中河立交段西起天目山路古翠路口，东至中河高架路与环城北路隧道相连，为双向四车道地下隧道，隧道段约长4875米，地面段长约5460米。该段为钱塘快速路的核心路段，贯穿杭州市中心，隧道称为天目山路隧道，于2023年8月8日通车。

### 环城北路隧道
环城北路隧道西起中河立交西匝道，下穿建国北路、环城东路、凯旋路至艮秋立交，全长2.46千米。该段隧道为双向4车道，地面为双向6车道主干道。环城北路隧道于2013年1月开工，2015年10月15日建成通车。隧道连接中河高架路与秋石高架路，初期连接两条南北向快速道路，形成“工”字形快速路网。

### 艮秋艮新立交
位于艮山西路与秋涛北路交汇处，立交主线全长1557米，于1998年1月6日通车。

### 艮山路提升改造工程
彭埠立交-东湖路段西起空港高架路彭埠立交，东至东湖高架路东湖立交，为双向6车道城市高架路，全长约7.06千米，设计时速80公里/小时。该段共设有4对匝道，并与东湖高架路设有互通立交。该段中同协路至东湖高架路段于2020年6月14日开通，艮山东路上跨东宁路公铁桥至同协路段于2022年1月31日开通。

### 钱塘快速路下沙段
钱塘快速路下沙段西起宝华路，东至23号大街，与钱塘过江隧道相连接。该段为双向6车道地下隧道，共设有7对匝道；全长约7.47公里，设计时速80公里/小时。其中聚首南路至银沙路段位于下沙路地下，后折向东南与12号大街共线。隧道向东在绕城高速以西出地后以地面道路穿过绕城高速，后在19号大街以西再次转入隧道。该路段于2018年开工，其中23号大街至钱塘过江隧道段于2022年7月30日通车。东湖高架路至23号大街段于2022年8月20日通车。

### 钱塘过江隧道
全长4616米，于2018年11月2日开工，2021年12月26日全线贯通，于2022年7月30日通车。

### 艮山东路东延段
起点位于钱塘过江隧道东端出口，终点位于头蓬快速路，全长8.639公里，其中钱塘过江隧道至河庄路段于2022年7月30日通车。

## 名称
2020年初，杭州市建委公开征集“天目山路-环城北路-艮山东路”快速路的正式路名，并于5月13日至5月17日，在杭州发布、杭州日报等平台发起网络投票以决定正式名称。该投票共有19983人参与，其中“钱塘快速路”名称获得了超过30%参与者的赞成。
钱塘快速路因东西横贯杭州城市中心，以杭州的古称钱塘命名与道路功能地位相一致，并体现出了历史、文化等特征。另外，快速路下穿钱塘江并通往钱塘新区，以“钱塘”为名亦与道路指向相适应。

## 亚运
由于第19届亚运会在杭州举办，杭州市政府对市内部分道路进行改造，其中包括钱塘快速路。
钱塘快速路的改动包括指示路牌和车道类型，见下图。

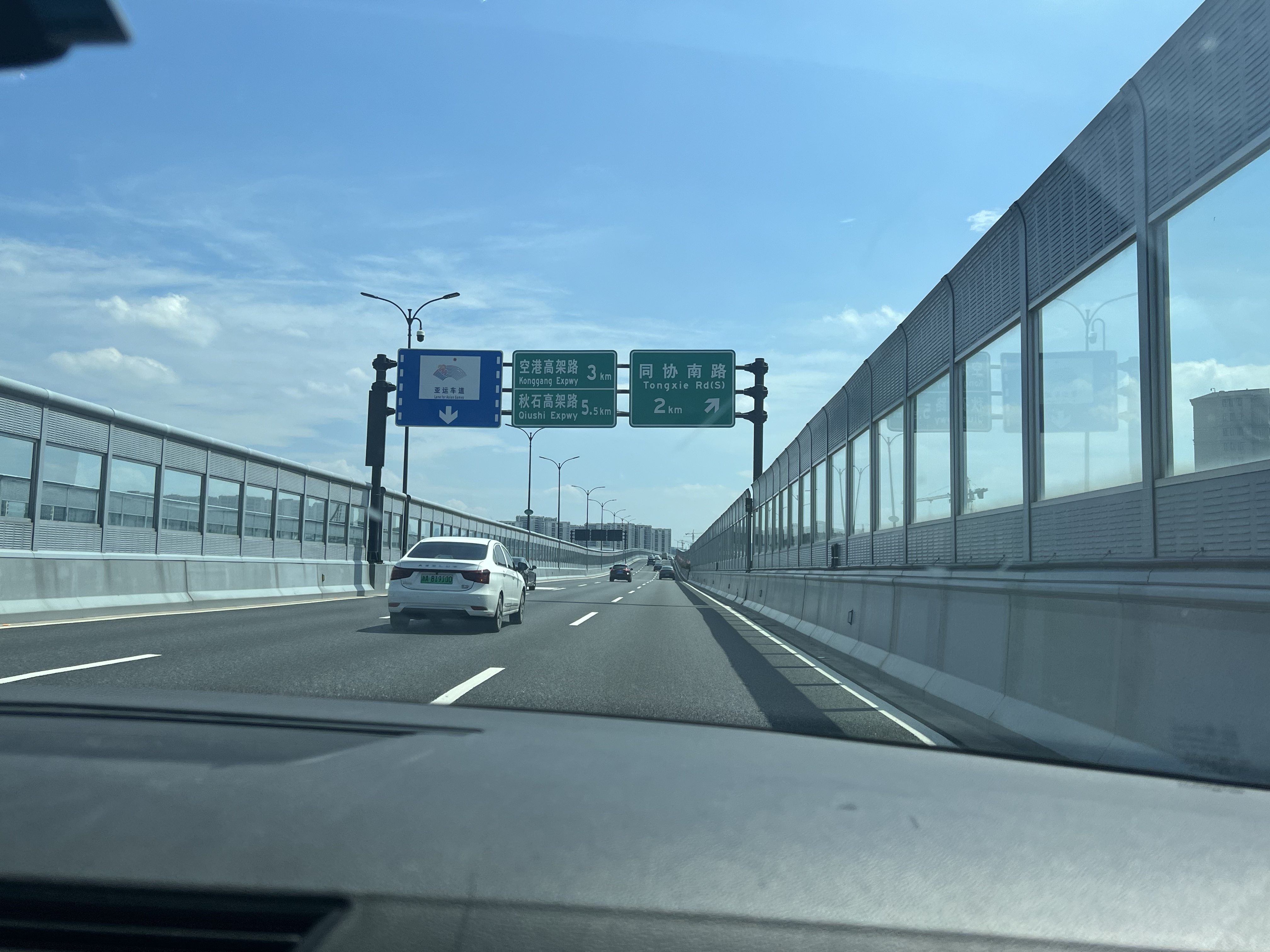
亚运路牌

指示路牌最左侧的改为亚运车道指示。
最左侧道路改为亚运车道。
且在原本只有中文的指示牌下方加入了英文。

## 照片

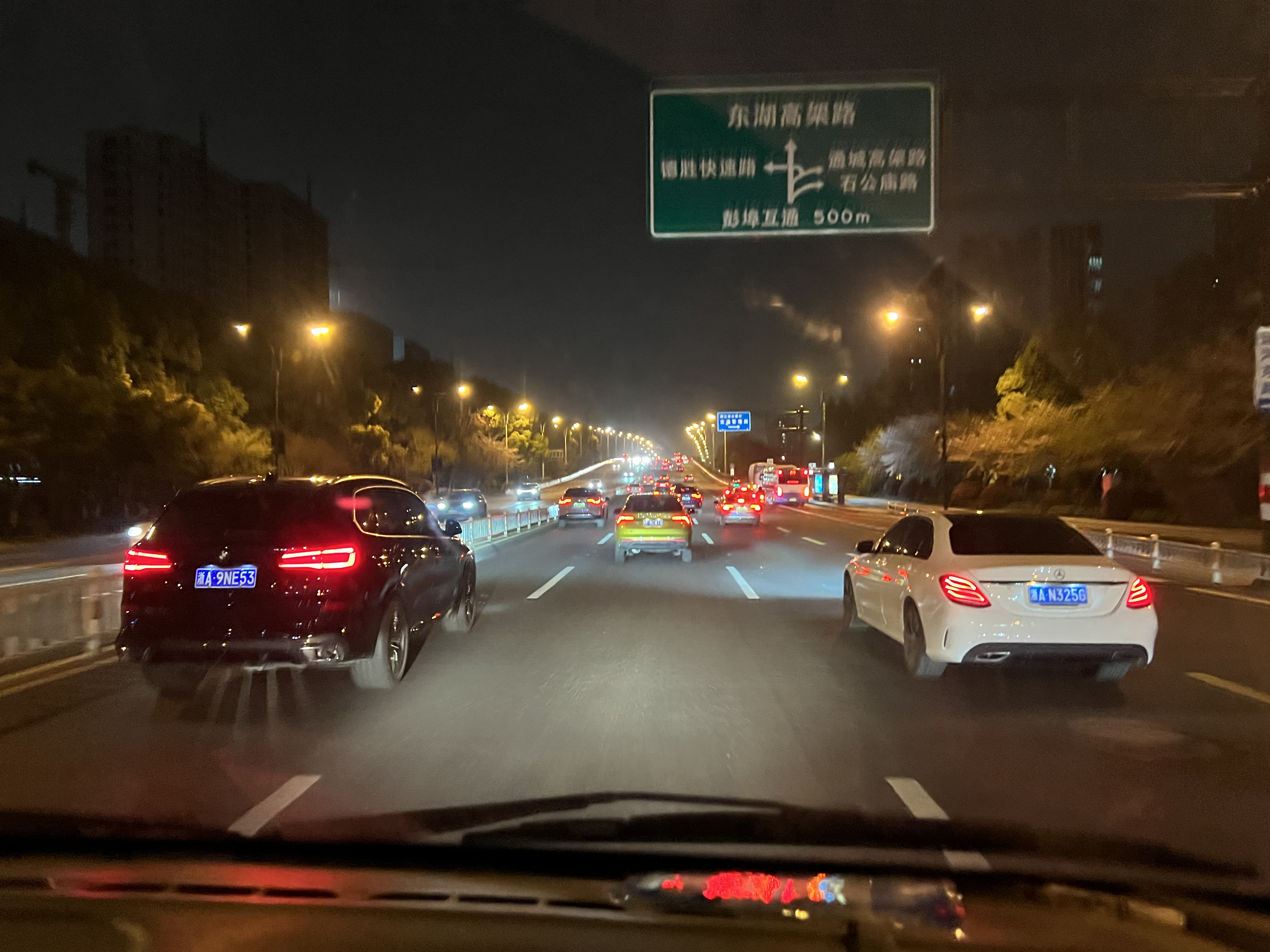
彭埠立交预告牌 摄于2023.03
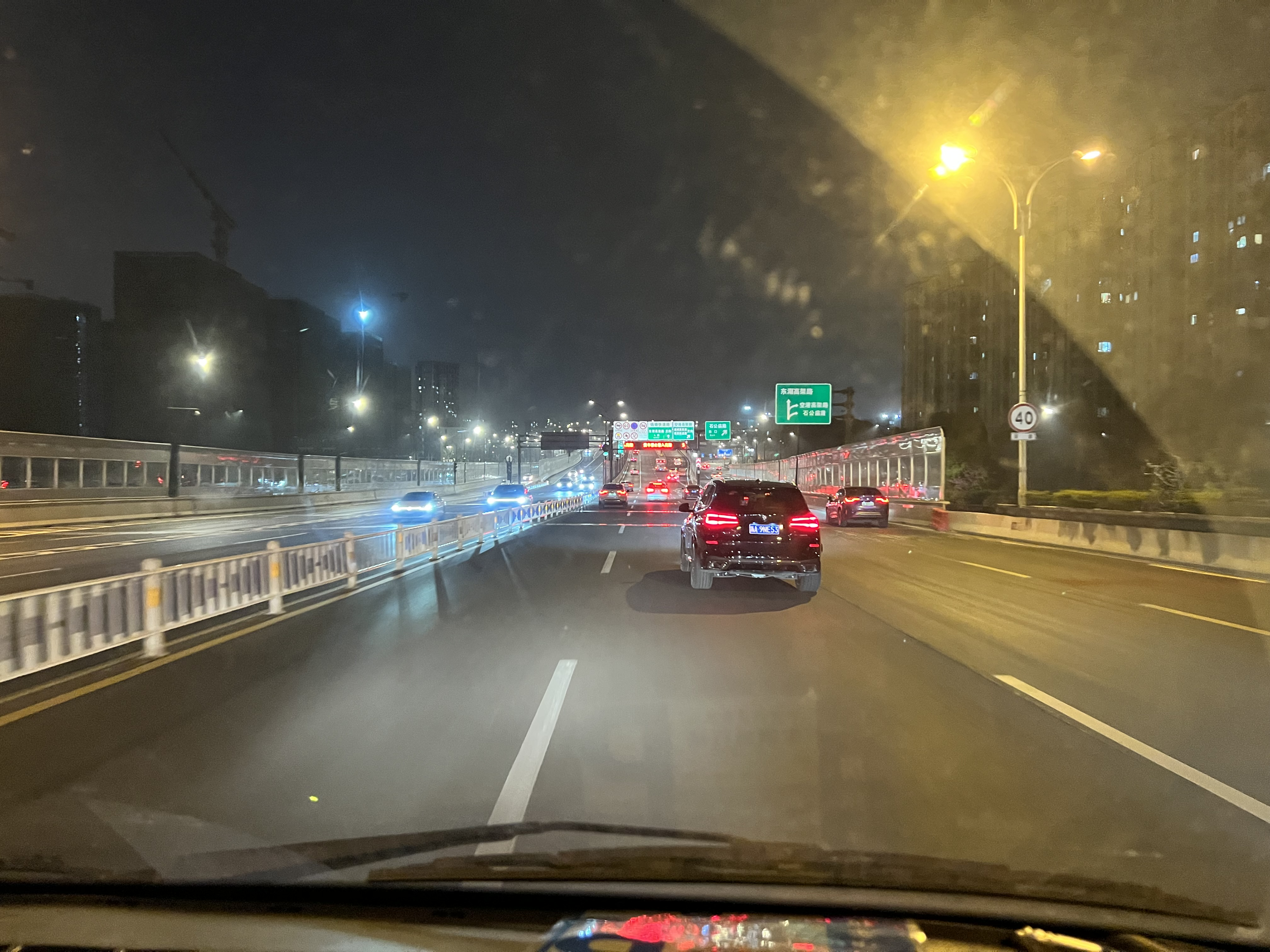
彭埠立交（西向东） 摄于2023.03
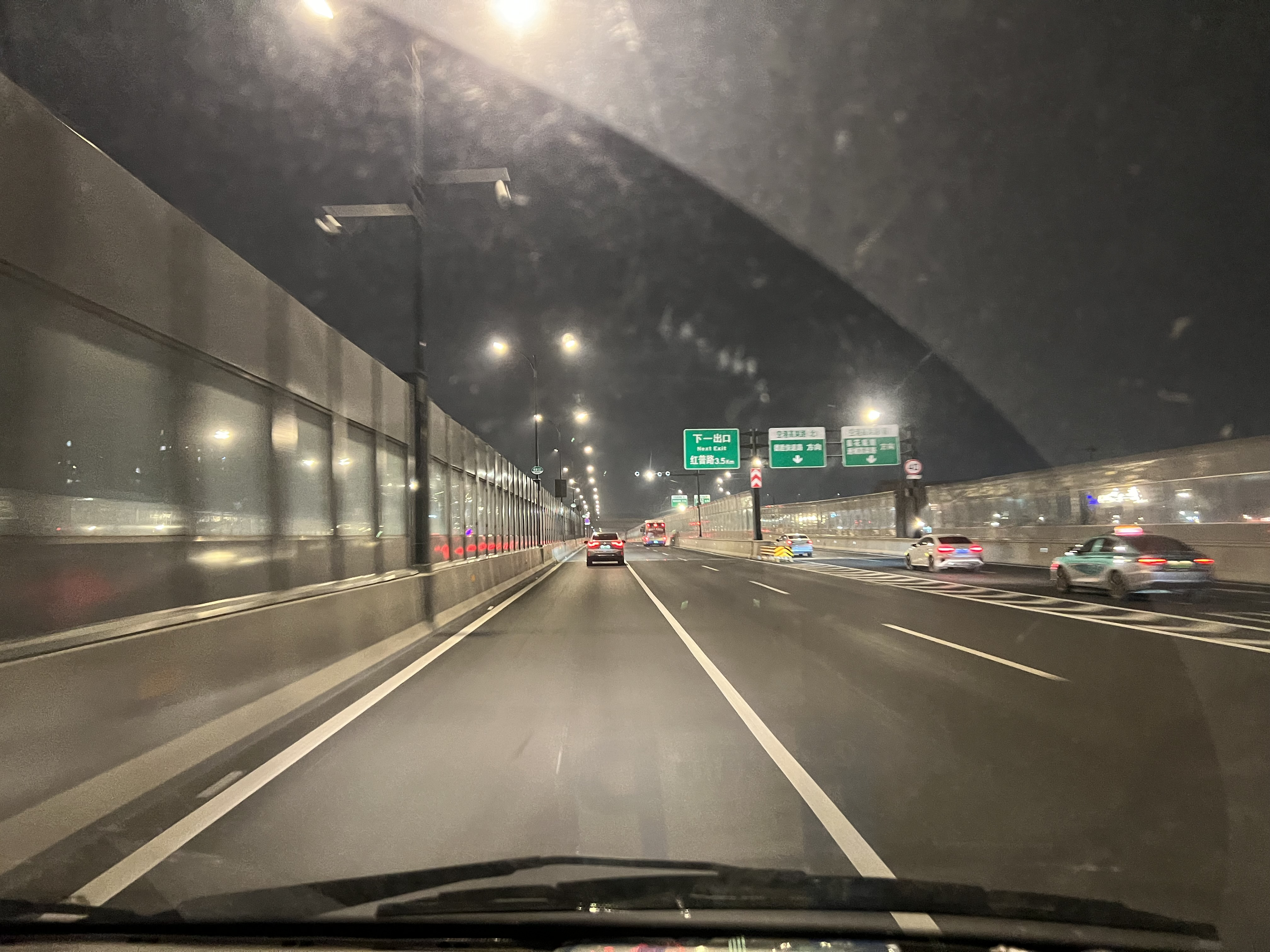
钱塘快速路西向东彭埠立交出口 摄于2023.03
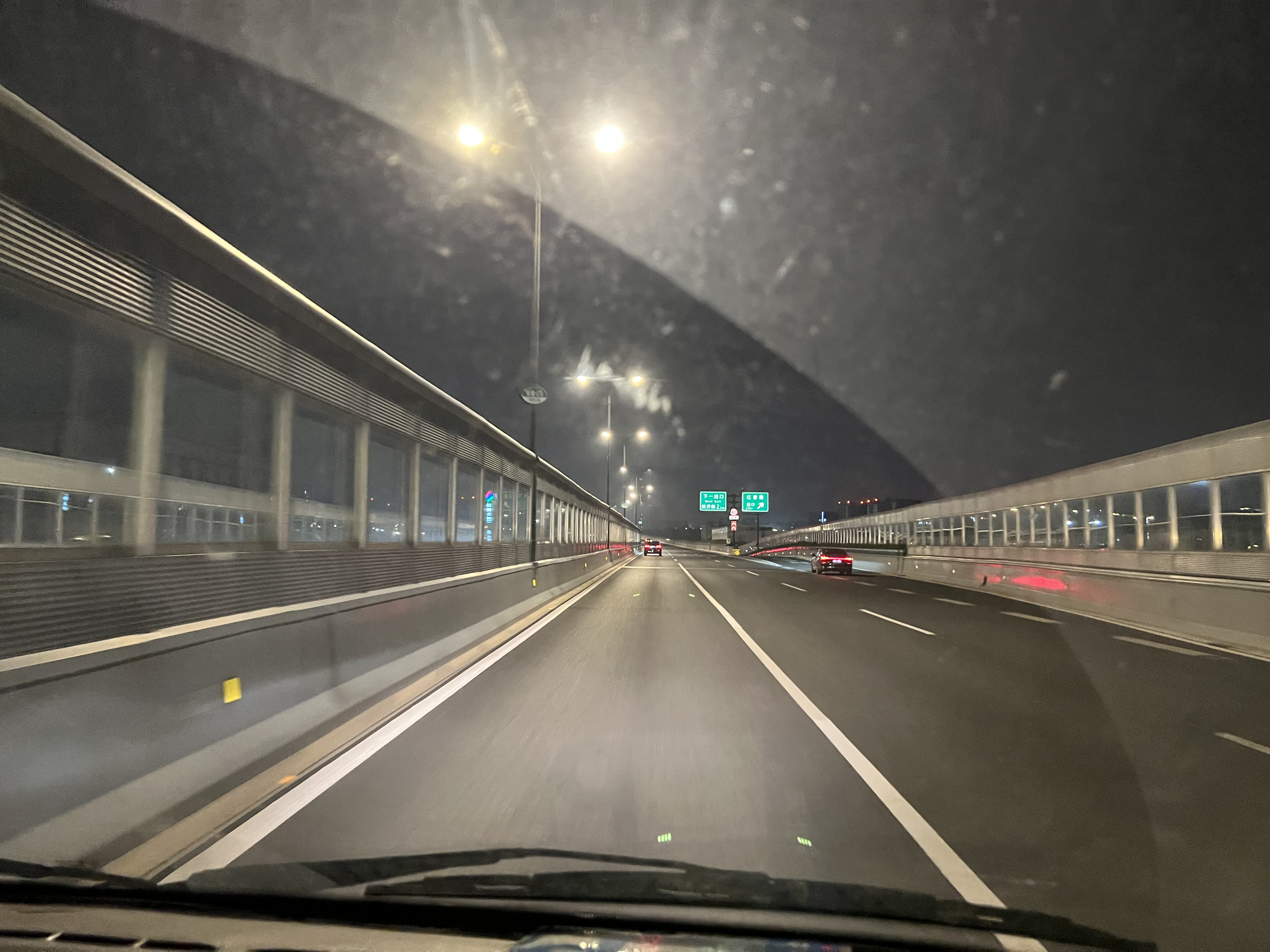
红普路出口 摄于2023.03
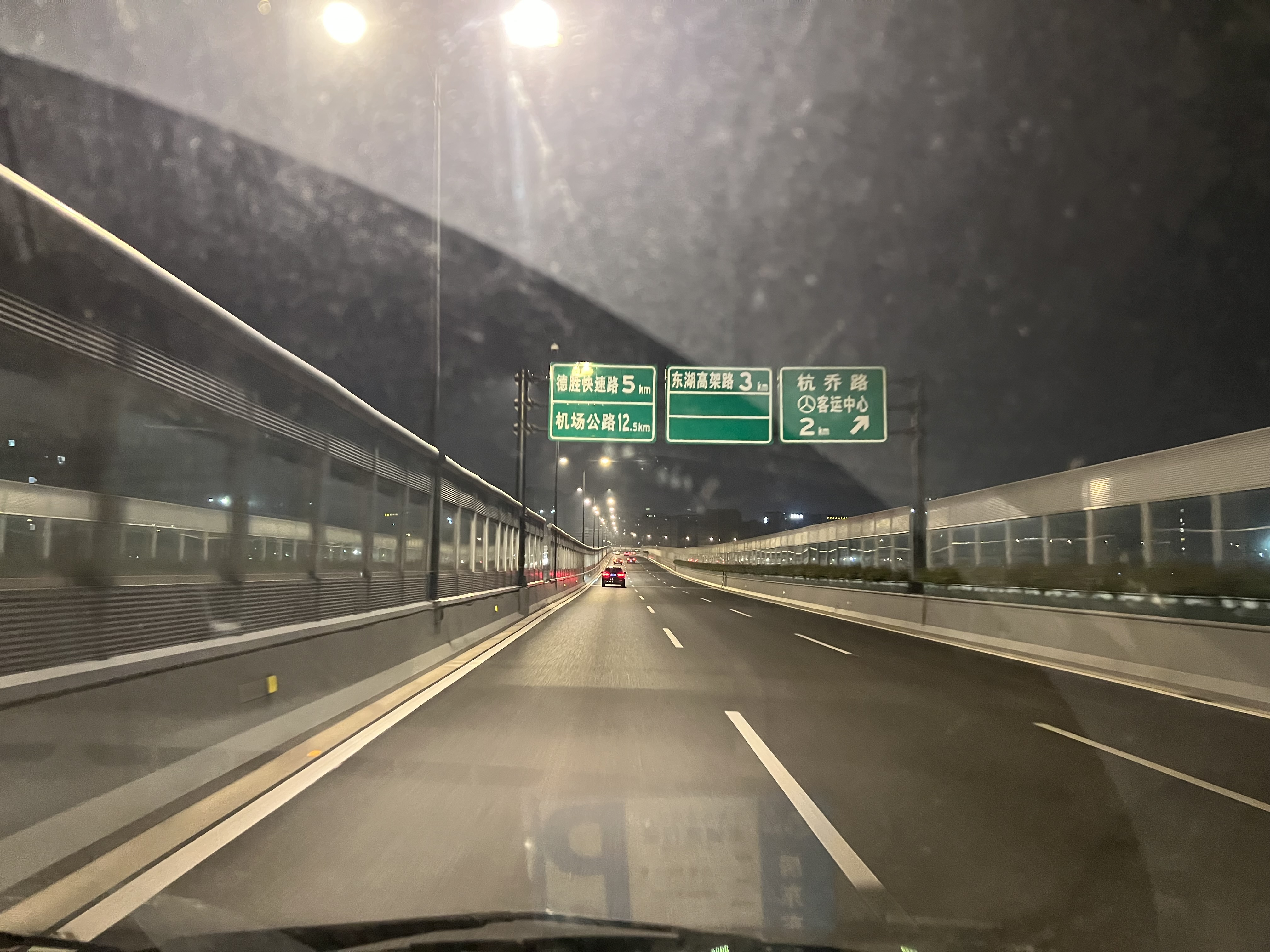
杭乔路出口预告 摄于2023.03
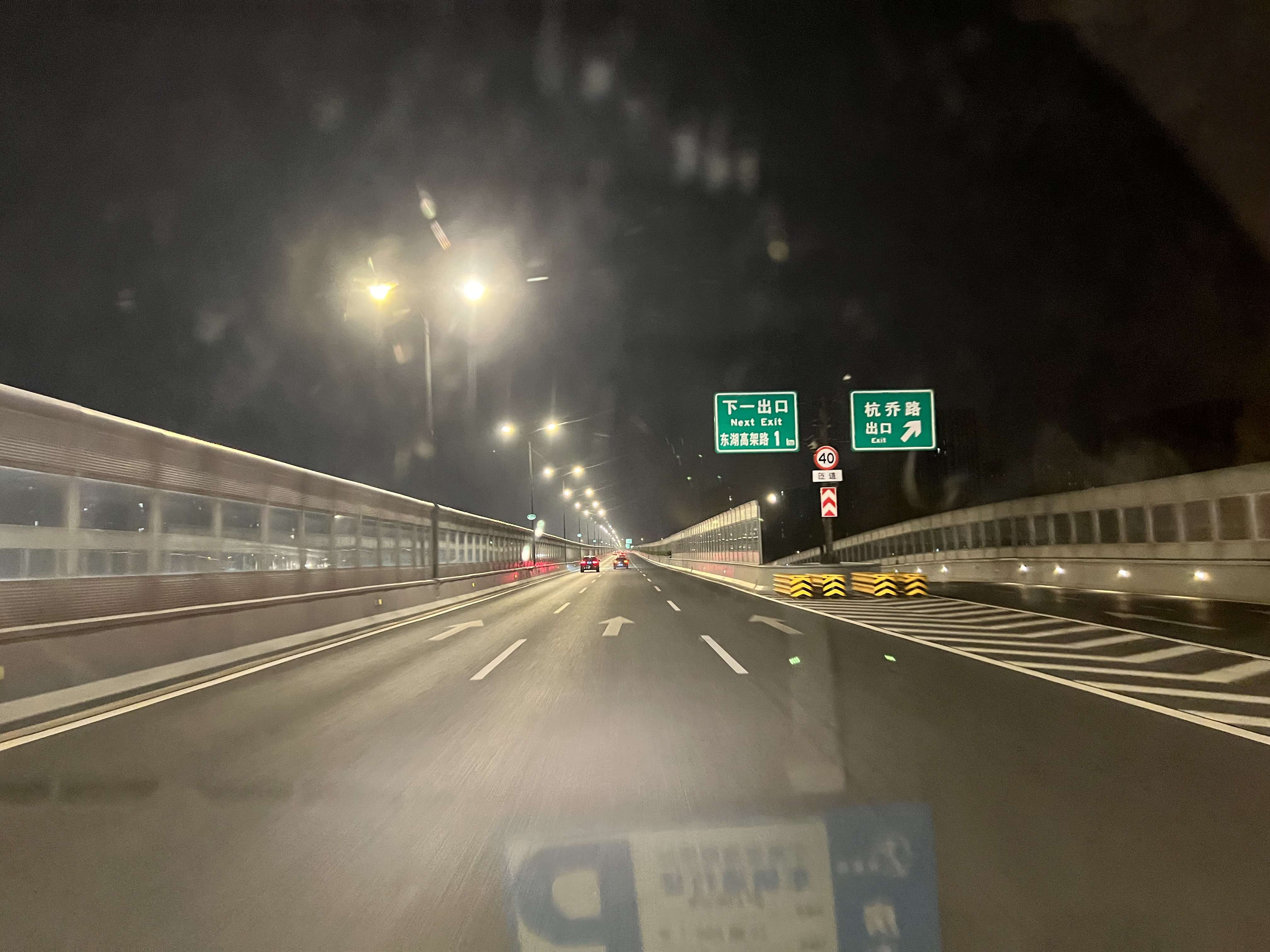
杭乔路出口 摄于2023.03
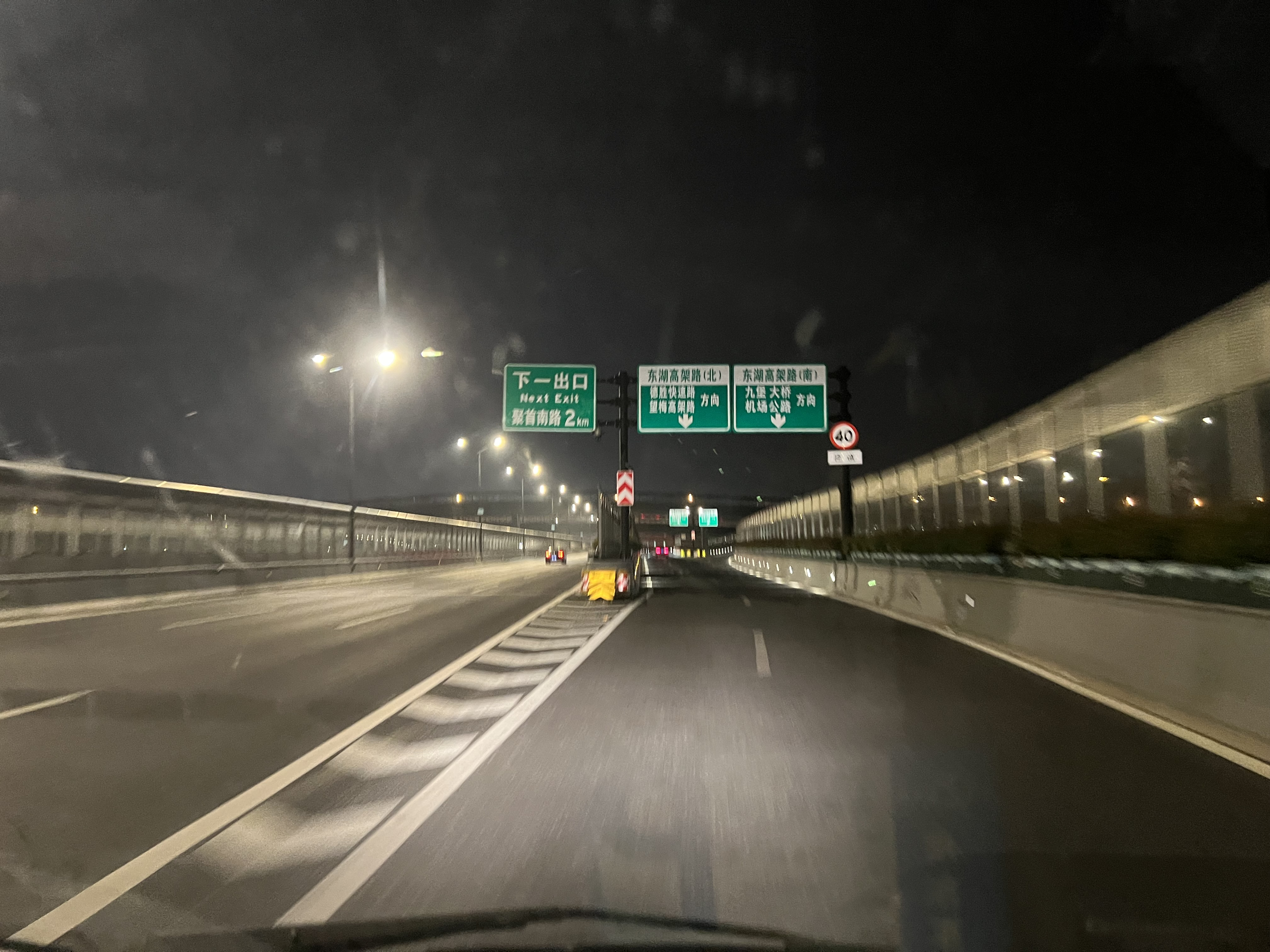
艮东立交出口 摄于2023.03

## 快速路出入口及立交列表
| 里程                                                                                         | 类型       | 名称                | 连接                           | 说明                                                       |
| -------------------------------------------------------------------------------------------- | ---------- | ------------------- | ------------------------------ | ---------------------------------------------------------- |
|                                                                                              | 主线出入口 | 天目山西路          | 天目山西路                     |                                                            |
|                                                                                              | 隧道       | 荆山                | 荆山                           |                                                            |
|                                                                                              | 出入口     | 留下互通            | 长深高速 杭州绕城高速          | 东向出口限天目山西路进入                                   |
|                                                                                              | 隧道       | 留下                | 留下                           |                                                            |
|                                                                                              | 出入口     | 西溪湿地（东）      | 天目山路                       |                                                            |
|                                                                                              | 出入口     | 花蒋路              | 花蒋路 天目山路                |                                                            |
|                                                                                              | 隧道       | 花坞                | 花坞                           |                                                            |
|                                                                                              | 出入口     | 紫金港路            | 紫金港路 天目山路              |                                                            |
|                                                                                              | 隧道       | 古荡                | 古荡                           |                                                            |
|                                                                                              | 出入口     | 丰潭路（西）        | 丰潭路 天目山路                |                                                            |
|                                                                                              | 出入口     | 古翠路（东）        | 古翠路 天目山路                |                                                            |
|                                                                                              | 隧道       | 天目山路            | 天目山路                       |                                                            |
|                                                                                              | 枢纽       | 中河立交            | 中河高架路 上塘高架路 环城北路 |                                                            |
|                                                                                              | 隧道       | 环城北路            | 环城北路                       |                                                            |
|                                                                                              | 出入口     | 机场路 凯旋路（东） | 机场路 凯旋路 艮山西路         |                                                            |
|                                                                                              | 枢纽       | 艮秋立交            | 秋石高架路 秋涛北路            | 需要通过立交转入秋涛北路，后经过秋涛北路匝道进入秋石高架路 |
|                                                                                              | 出入口     | 新塘路              | 新塘路 艮山西路                |                                                            |
|                                                                                              | 出入口     | 石公庙路（西）      | 石公庙路 环站东路 艮山东路     |                                                            |
|                                                                                              | 枢纽       | 彭埠立交            | 空港高架路                     |                                                            |
|                                                                                              | 出入口     | 同协南路（东）      | 同协南路 艮山东路              |                                                            |
|                                                                                              | 出入口     | 红普路（西）        | 红普路 艮山东路                |                                                            |
|                                                                                              | 出入口     | 杭海路（东）        | 杭海路 艮山东路                |                                                            |
|                                                                                              | 出入口     | 杭乔路（西）        | 杭乔路 下沙路                  |                                                            |
|                                                                                              | 枢纽       | 艮东立交            | 东湖高架路 九堡大桥            |                                                            |
|                                                                                              | 出入口     | 聚首南路（西）      | 聚首南路 下沙路                |                                                            |
|                                                                                              | 隧道       | 下沙                | 下沙                           |                                                            |
|                                                                                              | 出入口     | 海达南路（西）      | 海达南路 下沙路                |                                                            |
|                                                                                              | 出入口     | 幸福南路（东）      | 幸福南路 下沙路                |                                                            |
|                                                                                              | 出入口     | 11号大街            | 11号大街 12号大街              |                                                            |
|                                                                                              | 隧道       | 钱塘过江            | 钱塘过江                       |                                                            |
|                                                                                              | 出入口     | 23号大街            | 23号大街 12号大街              |                                                            |
|                                                                                              | 出入口     | 滨江二路（西）      | 滨江二路 钱塘地面路            |                                                            |
|                                                                                              | 枢纽       | 南阳北立交          | 杭州中环（ 104国道）           |                                                            |
|                                                                                              | 主线出入口 | 河庄路              | 河庄路 钱塘地面路              | 快速路段目前终点，后暂为普通道路段                         |
| 1.000 英里 = 1.609 千米；1.000 千米 = 0.621 英里 并行路段 • 已关闭／取消 • 限制进入 • 未开放 |            |                     |                                |                                                            |